# Loch Affric
Loch Affric ist ein Süßwassersee in den schottischen Highlands. Er liegt im nahezu unbewohnten Tal Glen Affric etwa 16 km südwestlich des Ortes Cannich und ist nur von dort aus über eine schmale Straße zu erreichen.
Loch Affric hat die typische langgezogene Form eines in der Eiszeit durch Gletscher entstandenen Sees. Er ist circa 4,5 km lang, aber nur etwa 500 m breit. Der See wird im Westen durch das Flüsschen Affric gespeist und entwässert nach Osten über einige Stromschnellen in den Stausee Loch Beinn a’ Mheadhoin. Loch Affric ist ein beliebtes Ziel für Wanderer.
An seinem östlichen Ende befindet sich die Glen Affric Lodge, der ehemalige Jagdsitz des liberalen Politikers Lord Tweedmouth, am Nordufer.